# 승가로
승가로(Seungga-ro)는 경기도 김포시 풍무동에 있는 도로로, 총 연장은 1.679 km이다. 이름이 유래된 것은 승가대학으로 가는 주 도로라 하여 승가로로 명명되었다.

## 역사
- 2009년 12월 17일 : 도로명으로 승가로를 고시

## 주요 경유지
- 김포시
  - 풍무동

## 접속하는 도로
- 직결 : 동화시로, 양도로
- 교차 : 풍무로

## 주요 건물 및 시설
- 로얄클래스 (승가로 15/풍무동 114-3)
- 사우연립 (승가로 16/풍무동 88-1)
- 한국타이어특수판매창고 (승가로 27/풍무동 96-2)
- 장릉마을삼성아파트 (승가로 89/풍무동 740)
- 중앙승가대학교 (승가로 123/풍무동 670-1)
- 김포시 금정산 산책로 공중화장실 (승가로 168/풍무동 산141-3)